# Трансойл
Транспортно-логистическая группа «Трансойл» — российская транспортная компания, специализирующаяся на железнодорожных перевозках нефти и нефтепродуктов. «Трансойл» – крупнейший частный железнодорожный оператор подвижного состава по объему транспортировки и рыночной доле в сегменте железнодорожных перевозок нефти и нефтепродуктов. Полное наименование — Общество с ограниченной ответственностью «Трансойл». Штаб-квартира компании расположена в Санкт-Петербурге.

## История
Компания основана 13 августа 2003 года.
В 2008 году на торгах по продаже имущества ремонтных депо ОАО «РЖД» компания приобрела вагоноремонтное депо Купино (Западно-Сибирская железная дорога). Кроме того, у «Трансойла» имеется своя промывочно-рециркуляционная станция в Киришах.
В октябре 2011 года приняла участие в аукционе по продаже 75 % минус две акции ОАО «Первая грузовая компания».
В августе 2012 года «Трансойл» купил у «Первой грузовой компании» 10 тыс. бывших в эксплуатации нефтецистерн.
В феврале 2013 года компания запустила в эксплуатацию три новых грузовых электровоза постоянного тока 2ЭС4К
В 2018 году компания дополнительно ввела в эксплуатацию еще 8 новых электровозов постоянного тока 2ЭС4К  на Северо-Западном направлении .
«Дончак» производства Новочеркасского электровозостроительного завода (работают на участке Октябрьской железной дороги Кириши – Автово). , 
 Сервисное обслуживание новых электровозов осуществляется на базе Ремонтного локомотивного депо Волхов (ТЧР-16).
В июле 2014 года «Трансойл» приобрёл 25 % компании «ПУЛ транс», предоставляющей маневровые локомотивы на подъездных путях к порту Усть-Луга .
В 2017 году компания подписала три долгосрочных контракта на оказание транспортно-экспедиторских услуг «Роснефти» на общую сумму 68,8 млрд рублей.

## Собственники и руководство
Акционерная структура компании по состоянию на 30 июня 2015 года:
- 80 % — структуры Геннадия Тимченко
- 13 % — структуры Андрея Бокарева и Искандара Махмудова
- 7 % — Андрей Филатов

Председатель совета директоров — Ромашов Игорь Валерьевич (со 2 ноября 2011 года).
С 12 марта 2012 года обязанности генерального директора исполняет Владимир Михайлович Соколов.
C 01 июля 2013 года Владимир Соколов назначен генеральным директором «Трансойла».

## Структура
В 2011 году «Трансойл» в своих рекламных материалах в отраслевых изданиях начинает себя позиционировать как группа компаний, в которую, кроме ООО «Трансойл», входят:
- ООО «Транссервис» (Омск)
- ООО «Транспортный лизинг» (Санкт-Петербург, приобретение, передача в финансовую и операционную аренду единиц железнодорожной техники)
- ООО «Трансойл-Сервис» (Санкт-Петербург, услуги локомотивных бригад для собственных поездных формирований, техническое обслуживание и текущий ремонт тепловозов,подготовка железнодорожных цистерн для отгрузки нефтепродуктов, ремонт подвижного состава)

## Деятельность
По данным газеты «Ведомости», в конце 2000-х годов «Трансойл» фактически монополизировал ряд экспортных маршрутов, в частности, по перевозке нефтепродуктов в прибалтийские порты с нефтеперерабатывающего завода в Киришах, принадлежащего «Сургутнефтегазу». По состоянию на октябрь 2011 года более 70 % объёмов перевозок компании обеспечивали «Роснефть», «Сургутнефтегаз», «Газпром нефть».
Локомотивный парк компании на 2005 год составлял более 20 единиц.

### Показатели деятельности
По итогам 2009 года «Трансойл» стал вторым после Globaltrans частным железнодорожным оператором в стране по объёму перевозок — объём перевозок компании составил 49,2 млн т нефти и нефтепродуктов. В 2010 году «Трансойл» перевёз 59 млн т (+ 21 % к 2009 году).
На конец 2010 года в управлении «Трансойла» находилось 29 436 цистерн.
Выручка компании в 2010 году составила 67,8 млрд руб. (в 2009 году — 50,7 млрд руб.), чистая прибыль — 5,9 млрд руб. (на 9 % больше, чем в 2009 году)
Выручка в 2020 году составила 103,6 млрд рублей.

## Санкции
28 апреля 2014 года компания попала в санкционный список США «в связи с продолжающимся кризисом в Украине». В 2021 году  «Трансойл» внесён в санкционный список Украины как компания связанная с Геннадием Тимченко.
24 марта 2022 года, на фоне вторжения России на Украину, в качестве ответа в отношении «преднамеренной, неспровоцированной и несправедливой войны Российской Федерации», «Трансойл» внесён в блокирующий санкционный список США как компания связанная с Геннадием Тимченко. Также за принадлежность к руководству "Трансойл" санкции введены в отношении Ксении Франк и ее мужа Глеба Франка.
28 октября 2022 года «Согаз» включён в санкционный список Канады за «роль в содействии или поддержке неспровоцированного и неоправданного вторжения России на Украину». По аналогичным основаниям компания находится в санкционном списке Австралии